# Geoff Brabham
Geoff Brabham (ur. 20 marca 1952 w Sydney) – australijski kierowca wyścigowy.

## Kariera
Brabham rozpoczął karierę w międzynarodowych wyścigach samochodowych w 1974 roku od startów w Australijskiej Formule Ford, gdzie pięciokrotnie stawał na podium, w tym raz na jego najwyższym stopniu. Z dorobkiem 56 punktów uplasował się tam na trzeciej pozycji w klasyfikacji generalnej. W tym samym roku w wyścigu Hardie-Ferodo 1000 uplasował się na ósmym miejscu. W późniejszych latach Australijczyk pojawiał się także w stawce Australijskiej Formuły 2, Sandown 250, Australijskiej Formuły 1, Brytyjskiej Formuły 3 - Brands Hatch Paul Nicholas Trophy, Brytyjskiej Formuły 3 - Mallory Park Griffin Golden Helmet, Brytyjskiej Formuły 3 BRDC Shellsport, Brytyjskiej Formuły 3 BARC, Europejskiej Formuły 3, Brytyjskiej Formuły 3 BRDC Vandervell, World Cup International Formula 3 Trophy, USAC Mini-Indy Series, Shellsport F1 Series, SCCA Citicorp Can-Am Challenge, Amerykańskiej Formuły Super Vee, Atlantic Championship, World Challenge for Endurance Drivers, Północnoamerykańskiej Formuły Atlantic, SCCA Citicorp Can-Am Challenge, SCCA Budweiser Can-Am Challenge, Champ Car, USAC Gold Crown Championship, IMSA Camel GT Championship, Australian Drivers' Championship, IMSA Camel GTP Championship, All Japan Sports Prototype Car Endurance Championship, World Sports-Prototype Championship, IMSA Camel GTO, International Race Of Champions, 24-godzinnego wyścigu Le Mans, IMSA Exxon Supreme GT Series, Sandown 500, Tooheys 1000, IMSA World Sports Car Championship, NASCAR Winston Cup, Clipsal 2.0L Super Touring Car Trophy, Gold Coast Champ Car Super Touring Cup, Australian Super Touring Championship, Bathurst Super Touring Races, Formula 1 Super Touring support race, Super Touring GT-P Race, Bathurst 1000, 12-godzinnego wyścigu Sebring, New Zealand Racing Drivers Club Series, FAI 1000 Classic oraz Shell Championship Series.

### Wyniki w 24h Le Mans
| Rok  | Zespół                             | Partnerzy                      | Samochód           | Klasa | Okr. | Poz. | Klasa Poz. |
| ---- | ---------------------------------- | ------------------------------ | ------------------ | ----- | ---- | ---- | ---------- |
| 1989 | Nissan Motorsport                  | Chip Robinson Arie Luyendyk    | Nissan R89C        | C1    | 250  | NU   | NU         |
| 1990 | Nissan Performance Technology Inc. | Chip Robinson Derek Daly       | Nissan R90CK       | C1    | 251  | NU   | NU         |
| 1993 | Peugeot Talbot Sport               | Éric Hélary Christophe Bouchut | Peugeot 905 Evo 1B | C1    | 375  | 1    | 1          |

## Życie prywatne
Jest synem trzykrotnego mistrza świata Formuły 1 Jacka Brabhama. Jego bracia Gary i David, a także jego syn Matthew są również kierowcami wyścigowymi.